# Seema (1955)
Seema ist ein Hindi-Film von Amiya Chakravarty aus dem Jahr 1955 mit Nutan und Balraj Sahni in den Hauptrollen.

## Handlung
Die junge Waise Gauri wächst bei ihrem Onkel Kashinath und bei ihrer Tante auf. Dort wird sie als Sklavin behandelt und für jede Kleinigkeit bestraft. Außerdem schiebt ihr der schmierige Banke einen Diebstahl unter, da sie sich stets von ihm abgewendet hat.
Gauri wird dafür verhaftet und kommt ins Gefängnis. Daraufhin wird sie von ihren Ersatzeltern verstoßen und kann mit dem Image einer Diebin keine Arbeit finden. Dafür will sie sich bei Banke rächen und verprügelt ihn. Sie wird erneut verhaftet und in ein Jugendheim geschickt.
Der Leiter des Jugendheims, Ashok, ist ein netter Mann, der sich bemüht Gauri zugänglicher zu machen. Dies ist jedoch alles andere als einfach. Ständig widersetzt sich Gauri und prügelt sich sogar mit einer anderen Bewohnerin namens Putli.
Aber Ashok glaubt an Gauris Unschuld und kann schließlich Vertrauen zu ihr aufbauen. Gauri lernt nun das Leben zu genießen und findet ihr Selbstwertgefühl. Sie ist nun eine erwachsene Frau, die sich schließlich in den Heimleiter verliebt hat.

## Musik
| Songtitel                | Sänger/in                  |
| ------------------------ | -------------------------- |
| Suno Chhotisi Ki Gudiya  | Lata Mangeshkar            |
| Hame Bhi De Do Sahara    | Mohammed Rafi              |
| Tu Pyar Ka Sagar Hai     | Manna Dey                  |
| Kahan Jaa Raha Hai Tu    | Mohammed Rafi              |
| Kaisi Yeh Mohabbat       | Lata Mangeshkar            |
| Baat Baat Mein Rootho Na | Lata Mangeshkar            |
| Mere Ae Dil Bata         | Lata Mangeshkar, Manna Dey |
| Manmohana Bade Jhoothe   | Lata Mangeshkar            |

## Auszeichnungen
Filmfare Award 1957
- Filmfare Award/Beste Hauptdarstellerin an Nutan
- Filmfare Award/Beste Story an Amiya Chakraborty

## Sonstiges
- Nutan hatte sich von ihrer Schauspielkarriere zurückgezogen, um in der Schweiz ihre Schule zu beenden. Mit Seema hatte sie ihren Comebackfilm und wurde zu einem Superstar. Für ihre Rolle als „Gauri“ wurde sie mit ihrem ersten Filmfare Award ausgezeichnet. Bis heute hält sie den Rekord mit den meisten Auszeichnungen (insgesamt 5) in der Kategorie Beste Hauptdarstellerin.

- In Seema debütiert die Schauspielerin Shubha Khote, die auch später zu einer erfolgreichen Schauspielerin wurde und oft in komödiantischen Parts mit Mehmood zu sehen war.